# Нгуен, Джонни Три
Джонни Три Нгуен (вьет. Johnny Trí Nguyễn, англ. Johnny Tri Nguyen; род. 16 февраля 1974, Биньзыонг) — вьетнамско-американский мастер боевых искусств, актёр, хореограф и каскадёр. Брат режиссёра Чарли Нгуена.

## Карьера
В 2002 году принял участие в съёмках супергеройского фильма «Человек-паук» Сэма Рэйми в качестве каскадёра и дублёра Уиллема Дефо. За эту работу Нгуен был номинирован на премию «Таурус» в 2003 году.
В 2023 году Джонни Нгуен снялся в эпизоде мини-сериала «Континенталь».

## Фильмография

### Актёрские работы
| Год  |   | Русское название                                | Оригинальное название          | Роль                  |
| ---- | - | ----------------------------------------------- | ------------------------------ | --------------------- |
| 2002 | ф | Мы были солдатами                               | We Were Soldiers               | молодой лейтенант ВНА |
| 2002 | ф | Мастер перевоплощения                           | The Master of Disguise         | ниндзя                |
| 2003 | ф | От колыбели до могилы                           | Cradle 2 the Grave             | боевик Яо Лина        |
| 2004 | ф | Заколдованная Элла                              | Ella Enchanted                 | Красный Рыцарь        |
| 2004 | с | Щит                                             | The Shield                     | Чарли Ким             |
| 2004 | ф | Макс-разрушитель: Проклятие нефритового дракона | Max Havoc: Curse of the Dragon | «Ртуть»               |
| 2005 | ф | Охота на демонов                                | Demon Hunter                   | охранник              |
| 2005 | ф | Честь дракона                                   | Tom-Yum-Goong                  | Джонни                |
| 2005 | ф | Дом мёртвых 2                                   | House of the Dead II           | рядовой Брэкстон      |
| 2007 | ф | Приключения Джонни Тао: Рок и дракон            | Adventures of Johnny Tao       | Бо Лин Пинь           |
| 2007 | ф | Мятежник                                        | Dòng Máu Anh Hùng              | Ле Ван Кыонг          |
| 2011 | ф | Седьмое чувство                                 | 7 Aum Arivu                    | Дон Ли                |
| 2013 | ф | Буйдои Тёлона                                   | Bụi đời Chợ Lớn                | Фонг                  |
| 2020 | ф | Пятеро одной крови                              | Da 5 Bloods                    | Винь Дан              |
| 2023 | с | Континенталь                                    | The Continental                | Тан Канг              |

### Каскадёрские работы
| Год       | На русском языке                       | Оригинальное название    | Примечание                      |
| --------- | -------------------------------------- | ------------------------ | ------------------------------- |
| 1998—1999 | «Смертельная битва: Завоевание»        | Mortal Kombat: Conquest  | каскадёр (1 сезон: 7 эпизодов)  |
| 2002      | «Человек-паук»                         | Spider-Man               | дублёр Зелёного Гоблина         |
| 2004      | «Человек-паук 2»                       | Spider-Man 2             | каскадёр / дублёр Тоби Магуайра |
| 2005      | «Охота на демонов»                     | Demon Hunter             | каскадёр                        |
| 2005      | «Миссия «Серенити»»                    | Serenity                 | каскадёр                        |
| 2005      | «Морпехи»                              | Jarhead                  | каскадёр                        |
| 2007      | «Приключения Джонни Тао: Рок и дракон» | Adventures of Johnny Tao | каскадёр                        |
| 2007      | «Мятежник»                             | Dòng Máu Anh Hùng        | хореограф боевых сцен           |
| 2011      | «Люди Икс: Первый класс»               | X: First Class           | постановщик трюков              |
| 2013      | «Буйдои Тёлона»                        | Bụi đời Chợ Lớn          | хореограф боевых сцен           |